# Асли Тандоган
Асли Тандоган (тур. Aslı Tandoğan; нар. 2 квітня 1979, Анкара) — турецька акторка і модель.

## Біографія і кар'єра
Асли народилася 2 квітня 1979 року в Анкарі. Закінчила театральний факультет університету «Хаджитепе». Знімалася в рекламі і працювала моделлю. У 2002 році Асли вперше з'явилася на екрані, зігравши в серіалі «Моя троянда». У 2005 році Асли отримала роль Ділан в серіалі «Любов і ненависть» з Берен Саат і Махсуном Кирмизигюлем в головних ролях. У 2007 році зіграла разом з Кенаном Імірзалиоглу у фільмі «Честь». Широку популярність Асли принесла роль Ламії в серіалі «Симфонія любові». Далі були ролі у фільмах: «Бехзат Ч: Анкара горить», «Бережи мене», «З очей геть», «Мелек і Серхат» і в серіалах: «Бехзат Ч. Серійні злочини в Анкарі», «Одного разу в Османській імперії. Смута», «Лейла і Меджнун»,«Отруйний плющ», «Л.Ю.Б.О.В.». У вересні 2016 року Асли приєдналася до акторського складу 2 сезону серіалу «величне століття: Імперія Кесем» в ролі дорослої Гевхерхан-султан, третьої дочки Ахмеда I і Кесем-султан.

## Особисте життя
19 червня 2013 року Асли вийшла заміж за фінансиста Джахита Тана; 6 грудня 2014 року у подружжя народився син Атлас.

## Фільмографія
| Рік       |   | Українська назва                        | Оригінальна назва               | Роль             |
| --------- | - | --------------------------------------- | ------------------------------- | ---------------- |
| 2002      | с | Моя троянда                             | Gülüm Gül                       | Гюль             |
| 2003      | с | Чинара                                  | Çınaraltı                       | Гізем            |
| 2003      | с | Вогнепальне поранення                   | Kurşun Yarası                   | Лале             |
| 2004      | с | Великі надії                            | Büyük Umutlar                   | Севинч           |
| 2005      | с | Любов і ненависть                       | Aşka Sürgün                     | Ділан Шахвар     |
| 2006      | с | Ах, Стамбул                             | Ah İstanbul                     | Деніз            |
| 2006      | с | 29-30                                   | 29-30                           | Айсель           |
| 2007      | ф | Честь                                   | Kabadayı                        | Караджа          |
| 2007      | с | Діджле                                  | Dicle                           | Діджле           |
| 2007—2009 | с | Симфонія любові                         | Dudaktan Kalbe                  | Ламія Йилмаз     |
| 2009—2010 | с | Великий базар                           | Kapalıçarşı                     | Діяр             |
| 2011      | с | Бехзат Ч. Серійні злочини в Анкарі      | Behzat Ç. Bir Ankara Polisiyesi | Ілгин            |
| 2011      | с | Отруйний плющ                           | Zehirli Sarmaşık                | Якут             |
| 2012      | с | Одного разу в Османській імперії: Смута | Bir Zamanlar Osmanlı            | Джансеза         |
| 2013      | с | Лейла і Меджнун                         | Leyla ile Mecnun                | Эланор           |
| 2013—2014 | с | Л.Ю.Б.О.В.                              | A.Ş.K.                          | Шебнем           |
| 2013      | ф | Бехзат Ч. Анкара горить                 | Behzat Ç. Ankara Yanıyor        | Ілгин            |
| 2014      | ф | Бережи мене                             | Kendime İyi Bak                 | Бегюм            |
| 2015      | ф | Геть з очей                             | Git Başımdan                    | Селін            |
| 2016      | ф | Мелек і Серхат                          | Melek ile Serhat                | Мелек            |
| 2016      | с | Величне століття. Імперія Кесем         | Muhteşem Yüzyıl Kösem           | Гевхерхан-султан |